# Chiesa di Sant'Andrea Apostolo (Malegno)

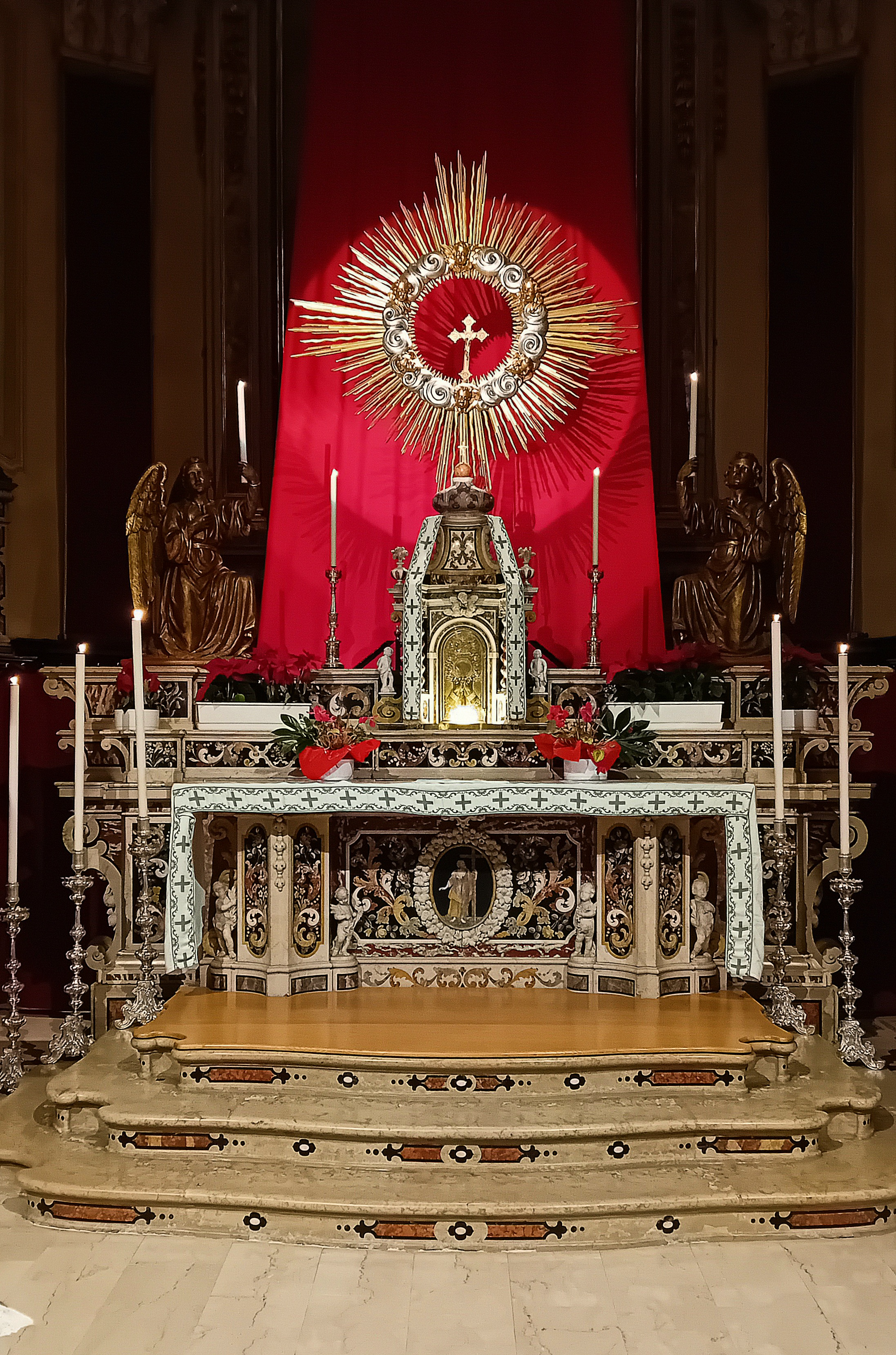
La raggiera lignea esposta in occasione del Triduo dei defunti

La chiesa di Sant'Andrea Apostolo è la parrocchiale di Malegno, in provincia e diocesi di Brescia; fa parte della zona pastorale della Media Val Camonica.

## Storia
Originariamente la comunità di Malegno dipendeva dalla pieve di Santa Maria di Cividate Camuno, dalla quale si affrancò nel XV secolo venendo eretta a parrocchia autonoma.
Grazie alla relazione della visita pastorale del 1580 dell'arcivescovo di Milano Carlo Borromeo si apprende che la parrocchiale era sede delle scuole del Santissimo Sacramento e dei Disciplini, che i fedeli erano 480 e che a servizio della cura d'anime v'era il solo parroco.
Il 20 gennaio 1706 la Generale Vicinia deliberò di costruire una nuova chiesa in sostituzione della vecchia, troppo angusta, e il successivo 12 aprile la Curia diede il suo benestare; l'edificio, disegnato da Antonio Spazzi, poté dirsi completo nel 1760.
Nel 1939 il complesso venne ristrutturato e, nel 1960, fu posato il nuovo pavimento; il 14 aprile 1989, come stabilito dal Direttorio diocesano per le zone pastorali, la parrocchia entrò a far parte della neo-costituita zona pastorale della Media Valle Camonica e negli anni novanta, in ossequio alle norme postconciliari, si provvide a realizzare il nuovo altare rivolto verso l'assemblea e l'ambone.

## Descrizione

### Esterno
La facciata a capanna della chiesa, rivolta a levante e suddivisa da una cornice marcapiano modanata in due registri, entrambi tripartiti da quattro lesene, presenta in quello inferiore il portale d'ingresso e in quello superiore, coronato dal timpano curvilineo, una finestra.
Annesso alla parrocchiale è il campanile a pianta quadrata, la cui cella presenta su ogni lato una monofora ed è coronata dal cupolino poggiante sul tamburo a base ottagonale.

### Interno
L'interno dell'edificio si compone di un'unica navata, sulla quale si affacciano le cappelle laterali, introdotte da archi a tutto sesto e ospitanti gli altari minori, e le cui pareti sono scandite da lesene sorreggenti il cornicione sopra il quale s'imposta la volta; al termine dell'aula si sviluppa il presbiterio a pianta rettangolare, a sua volta chiuso dall'abside.
Qui sono conservate diverse opere di pregio, tra le quali gli affreschi raffiguranti i Santi Pietro e Andrea che ricevono il mandato apostolico, Sant'Andrea che contempla la croce del martirio e Sant'Andrea in gloria, eseguiti nel 1939 da Mario Pescatori e Battista Simoni, la tela ritraente la Madonna col Bambino assieme a Santi, dipinta da Domenico Carloni nel 1766, e l'altre maggiore, costruito nel 1741.